# Iberochondrostoma almacai
Iberochondrostoma almacai är en fiskart som först beskrevs av Coelho, Mesquita och Collares-pereira 2005.  Iberochondrostoma almacai ingår i släktet Iberochondrostoma och familjen karpfiskar. IUCN kategoriserar arten globalt som akut hotad. Inga underarter finns listade i Catalogue of Life.